# Dekanat Kudowa-Zdrój

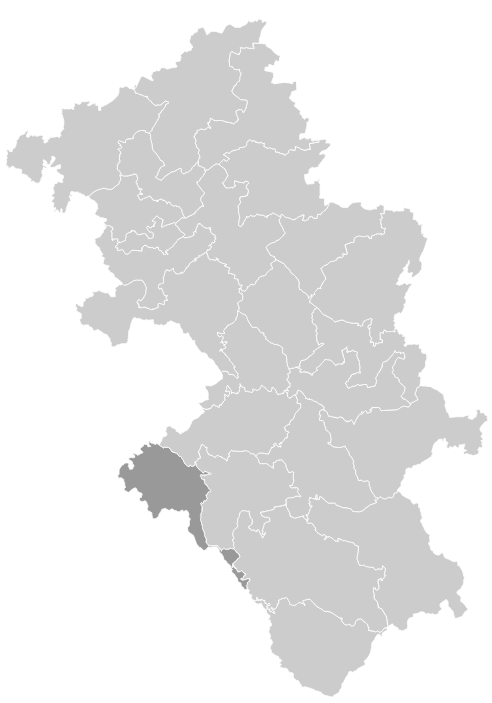
Położenie na mapie diecezji

Dekanat Kudowa-Zdrój – jeden z 24 dekanatów w rzymskokatolickiej diecezji świdnickiej.
Dekanat znajduje się na terenie województwa dolnośląskiego, w powiecie kłodzkim, w południowo-zachodniej części diecezji. Obejmuje swoim zasięgiem zachodnią część ziemi kłodzkiej, w tym miasta: Kudowę-Zdrój i Duszniki-Zdrój, oraz gminę Lewin Kłodzki, a także część gminy Szczytna i Bystrzyca Kłodzka. Jego siedziba ma miejsce w Kudowie-Zdroju, w kościele św. Bartłomieja. Do 15 marca 2013 dziekanat był w kościele św. Katarzyny.

## Historia
Dekanat Kudowa-Zdrój został utworzony 15 listopada 1993 decyzją kard. Henryka Gulbinowicza, arcybiskupa metropolity wrocławskiego. Powstał on z podziału dawnego dekanatu Polanica-Zdrój z siedzibą dziekańską w Dusznikach-Zdroju, w wyniku czego utworzono dekanaty Polanica-Zdrój oraz Kudowa-Zdrój.

## Parafie i miejscowości
W skład dekanatu wchodzi 6 parafii:

### parafia św. Franciszka z Asyżu i św. Leonarda
- Duszniki-Zdrój → kościół parafialny i kościół pomocniczy Najśw. Serca Pana Jezusa
  - Dolina Strążycka
  - Graniczna
  - Kozicowa Hala
  - Podgórze → kaplica mszalna Podwyższenia Krzyża Świętego
  - Zieleniec → kościół filialny św. Anny
- Lasówka → kościół filialny św. Antoniego
- Mostowice → kościół filialny Narodzenia NMP
- Piaskowice

### parafia św. Piotra i Pawła
- Dolina
- Duszniki-Zdrój → kościół parafialny i kaplica Niepokalanego Poczęcia NMP
  - Wapienniki
- Kulin Kłodzki
- Łężyce → kościół filialny św. Marii Magdaleny
- Słoszów
- Zielone Ludowe
- Złotno

### parafia Miłosierdzia Bożego
- Kudowa-Zdrój → kościół parafialny oraz kaplice Niepokalanego Poczęcia NMP i Najśw. Serca Pana Jezusa
  - Jakubowice

### parafia św. Bartłomieja
- Kudowa-Zdrój
  - Brzozowie → kaplica mszalna NMP Bolesnej oraz kościół filialny Świętych Piotra i Pawła
  - Bukowina Kłodzka
  - Czermna → kościół parafialny
  - Pstrążna
  - Słone → kościół filialny Narodzenia NMP

### parafia św. Katarzyny
- Kudowa-Zdrój → kościół parafialny
  - Zakrze

### parafia św. Michała Archanioła
- Dańczów
- Darnków
- Gołaczów
- Jarków
- Jawornica → kaplica mszalna bez wezwania
- Jeleniów → kościół filialny Trójcy Przenajśw.
- Jerzykowice Małe → filia bez wezwania
- Jerzykowice Wielkie
- Kocioł
- Krzyżanów
- Leśna
- Lewin Kłodzki → kościół parafialny i kościół filialny św. Jana Nepomucena
- Taszów → kaplica mszalna św. Jadwigi
- Witów
- Zimne Wody

Powyższy wykaz przedstawia wszystkie miasta, wsie oraz dzielnice miast, przysiółki wsi i osady w dekanacie.